# Raúl Silva Henríquez
Raúl Silva Henríquez S.D.B.(Talca, 27 de setembre de 1907 – Santiago, 9 d'abril de 1999) va ser un destacat sacerdot salesià i advocat xilè, bisbe de Valparaíso entre 1959 i 1961, arquebisbe de Santiago entre 1961 i 1983 i un acèrrim defensor dels drets humans durant la dictadura militar d'Augusto Pinochet.

## Biografia
Va néixer el 27 de setembre de 1907 a la ciutat xilena de Talca. Va ser el setzè dels dinou fills del matrimoni format per Ricardo Silva Silva i Mercedes Henríquez Encina. El seu pare va ser un adinerat agricultor de la zona central de Xile, motiu pel qual la família Silva Hernríquez gaudí d'un gran benestar econòmic. D'aquesta manera, i com que el seu pare era un fervent catòlic i polític conservador de l'època, el petit Raül ingressà, el 1918, al Liceo Blanco Encalada de Talca, (actual Colegio De La Salle), el qual estava al càrrec dels Germans de les Escoles Cristianes. Va ser allà on sentí la vocació al sacerdoci.
Després d'acabar l'escola preparatòria, el jove Silva Henríquez va fer dos cursos d'Humanitats. Al 1920 ingressà al Liceu Alemany dels Pares del Verb Diví a Santiago. El 1922, pensà en estudiar agricultura, però a causa del seu escàs talent per a les arts plàstiques es decidí a estudiar dret, ingressant amb només 16 anys a la Pontifícia Universitat Catòlica de Xile.
Cursant el tercer any de dret es decidí consagrar a la vida sacerdotal. Inicialment el seu conseller espiritual va ser el rector de la Universitat, monsenyor Carlos Casanueva, qui l'aconsellà ingressar al seminari diocesà i ser part del clergat secular. Malgrat això, a Silva Henríquez no li va convèncer la idea i decidí que l'idoni era ingressar a la Companyia de Jesús.
A causa dels múltiples obstacles que trobà per ingressar en aquest orde, el seu company i amic d'universitat Luís Felipe Letelier li recomanà anar a trobar el sacerdot salesià Valentín Panzarasa. Al desembre de 1926 ambdós joves van anar junts al col·legi Patrocinio San José. A partir d'aquell moment, el pare Panzarasa es convertiria en el seu mentor. En primera instància li recomanà acabar els seus estudis de dret, assolint el títol d'advocat al 1929 amb la tesi anomenada Asignaciones modales.

### Sacerdoci i estudis

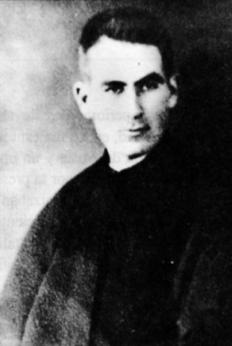
Fotografía del Novicio salesiano Raúl Silva Henríquez.

#### Primers estudis
El gener de 1930 ingressà al noviciat de la congregació salesiana de Macul. Estudià filosofia a Xile i posteriorment es doctorà en teologia i dret canònic al Estudiantat Internacional de Torí de la Congregació Salesiana. Va ser ordenat prevere el 4 de juliol de 1938 pel cardenal Maurilio Fossatti,  arquebisbe de Torí. Tornà a Xile a finals de 1938 i passà a ocupar les càtedres de Dret Canònic, Teologia Moral i Historia Eclesiàstica al Teologat Salesià de Santiago.
El 1943 va ser nomenat primer rector del Liceu Manuel Arriarán Barros i, estant allà, construí el temple Sant Joan Bosco de La Cisterna. Al 1948 va ser nomenat rector del Patrocini San José de Santiago. Va ser fundador i president nacional de la Federació de Col·legis Particulars Secundaris (FIDE Secundària). Fundà la revista "Rumbos" i presidí dos congressos nacionals de la FIDE. El 1950 va ser designat director de l'Estudiantat Teològic Salesià Internacional a La Florida, Santiago, per a estudiants del con sud americà de la Congregació Salesiana. Durant aquest temps preparà i dirigí el primer Congrés de Religiosos de Santiago, que va ser convocat per la Santa Seu i el 1956 presidí la delegació xilena al Congrés Internacional de Religiosos que va tenir lloc a Buenos Aires. El 1957 va ser nomenat director de les Escoles Professionals de la Gratitud Nacional i del Liceu San Juan Bosco.
Se li confià també l'organització de l'Institut Catòlic xilè de migracions (INCAMI) i també de la federació de totes les obres assistencials i caritatives de l'Església, coneguda com a Càritas Xile. A ambdues va ser el primer director i president nacional, respectivament. Va ser vicepresident mundial de Càritas Internacional i, al 1962 va ser nomenat President.

#### Primers anys de sacerdoci
En tornar a Xile, oficià la seva primera missa a l'Església del Salvador, al temple dels salesians de Talca. Quan tornà a Santiago, els superiors de la congregació el designaren com a professor de les branques de dret canònic i d'història de l'Església a l'Institut Teològic Salesià de La Cisterna.
Després d'iniciada la seva tasca com a docent, el pare Raúl s'adonà que calia un establiment salesià d'ensenyament primari i secundari a on estava l'institut teològic. Així, va ser el promotor de la construcció del Liceo Manuel Arriarán Barros, del qual seria el primer rector. A més, el 1941, va ser el primer gestor de la construcció del temple nacional San Juan Bosco, ubicat a la Gran Avenida.
El 1948 va ser nomenat director del col·legi salesià Patrocinio San José. Des d'aquell càrrec promogué la fundació del FIDE (Federación de Establecimientos Educacionales dependientes de la Autoridad Eclesiástica), orgue que reuní tots els establiments educatius catòlics, i del qual seria un dels principals directius.
El desembre de 1950 va ser nomenat director de l'Institut Teològic Salesià de La Cisterna, a causa de les dificultats que patia aquell establiment. Va ocupar el càrrec sis anys (el màxim possible). El 1953 la Sagrada Congregació de Religiosos de la Santa Seu distribuí una instrucció perquè es realitzessin a tot el món congressos locals d'ordes religiosos. Així doncs, la nunciatura apostòlica sol·licità a la Congregació Salesiana organitzar aquell congrés a Xile. Com que no hi havia provincial salesià a Xile i els viceprovincial estava impedit per organitzar la trobada, aquest darrer designà a Silva Herníquez organitzador de la trobada. És allà on el nunci apostòlic a Xile en aquella època, Sebastiano Baggio, el conegué i començà a promoure el seu ràpid ascens a la jerarquia eclesiàstica.
Com a resultat de la Segona Guerra Mundial i de les tremendes convulsions polítiques que la seguiren a Europa, un gran nombre de refugiats es desplaçà cap a Amèrica a la recerca de millors condicions de vida. És per això que la Santa Seu començà a suggerir amb insistència la creació d'orgues encarregats de canalitzar aquest fenomen. Així, el nunci apostòlic Baggio encarregà a Silva Hernríquez que realitzés aquesta missió a Xile. Així, al febrer de 1955 va néixer l'Institut Catòlic de Migracions (INCAMI), organisme que brindaria una gran assistència als milers d'emigrants que arribaren a Xile durant la dècada dels 50.
El 9 de juliol de 1955 va tenir lloc a la nunciatura apostòlica de Xile una reunió entre Carlo Bayer, secretari general de Caritas Internationalis i de diversos prelats xilens. A més de l'alt directiu de Càrites, hi assistiren el bisbe Manuel Larraín, els llavors preveres Bernardino Piñera, Alfredo Ruiz Tagle i Raúl Silva Henríquez i l'advocat Julio Philippi Izquierdo. Allà s'acordà que Càrites es faria càrrec de l'INCAMI. Així, el nunci Baggio va promoure davant l'episcopat xilè que fos el primer president de la Junta executiva de Càrites Xile.
A més de la seva tasca com a directiu de Càrites, el 1956 la Congregació Salesiana decidí posar-lo al capdavant de la Escuela Industrial La Gratitud Nacional i del Liceo Juan Bosco. Des del seu càrrec com a director promogué la modernització del Liceu i de l'escola industrial.
El 1957, any en què traspassà la seva mare, va ser elegit com un dels delegats xilens pel XVIII Capítol General dels Salesians, que se celebrà entre el 27 de juliol i el 9 d'agost de 1958 a Torí. Malgrat això, abans de viatjar a Itàlia, el nunci Baggio li proposà que acceptés que recomanés el seu nom a la Santa Seu per assumir com a bisbe la diòcesi d'Antofagasta. Silva Henríquez rebutjà la proposta, car pretenia ser nomenat provincial dels salesians a Xile, qüestió que no prosperà a causa de les múltiples diferències que mantingué amb els superiors salesians al Capítol General.

### Bisbe de Valparaíso

#### Nomenament episcopal
El 26 d'octubre de 1958 traspassà el llavors bisbe de Valparaíso Rafael Lira Infante. Com que la diòcesi no tenia un cabildo de canonges ni el bisbe havia renovat les designacions dels consultors diocesans, va haver de ser el cardenal José María Caro, en el seu paper d'arquebisbe metropolità, l'encarregat de nomenar com a vicari capitular el prevere Nemesio Marambio fins que la Santa Seu realitzés el nomenament respectiu. Malgrat això, la mort de cardenal Caro, que tingué lloc uns pocs dies després, provocà que l'arquebisbat de Santiago, motiu pel qual l'atenció es desvià vers la designació de l'arquebisbe capitalí.
No obstant això, abans que morís el cardenal, el nunci Baggio ja havia començat a fer gestions perquè aquest sol·licités al Vaticà perquè nomenés com el seu bisbe auxiliar al prevere Raúl Silva Henríquez. Per motius desconeguts, aquelles gestions no van prosperar, no obstant això demostrarien el constant afany del nunci perquè Silva Henríques fos promogut a l'orde episcopal.
El 12 de març de 1959 la Santa Seu publicà conjuntament la designació d'Emilio Tagle Covarrubias com a administrador apostòlic i el nomenament de Baggio com a delegat apostòlic al Canadà. Amb la designació de Tagle i la marxa del nunci quedava pendent fins a 1961 qui dirigiria l'Església de Santiago.
El juny de 1959 arribà a Xile el nou nunci, monsenyor Opilio Rossi, qui de seguida s'abocà a la tasca de determinar qui seria el nou bisbe de Valparaíso i el nou arquebisbe de Santiago. D'aquesta manera, Rossi simplement reemprengué la tasca feta prèviament pel nunci Baggio, pel qual el 29 de setembre de 1959 informà a Silva Henríquez que desitjava proposar el seu nom a Roma perquè fos designat cap de la diòcesi portenya. Així doncs, el 24 d'octubre de 1959 L'Osservatore Romano informà de la seva designació com a bisbe. La seva consagració episcopal va tenir lloc a la catedral de Valparaíso, el 29 de novembre de 1959. Va ser consagrat pel nunci Opilio Rossi, amb els bisbesVladimiro Boric, bisbe salesià de Punta Arenas i Emilio Tagle Covarrubias, administrador apostòlic de Santiago com a co-consagradors.

#### Missió al capdavant de la diòcesi portenya
Quan es va fer càrrec de la diòcesi portenya, aquesta oferia un panorama molt decebedora. Hi havia una carència de vocacions i els pocs preveres que hi havia eren ancians, de manera que no podien complir el seu ministeri sacerdotal adequadament a causa de les seves condicions d'edat i salut. D'igual forma va haver de fer front a l'oposició inicial dels preveres portenys al seu nomenament, car no els agradà el fet que nomenessin bisbe a un sacerdot regular.
Amb tot, inicià una reestructuració de la cúria que començà amb el nomenament dels consultors diocesans i la confirmació del pare Ángel Custodio Rodríguez com a vicari general. Malgrat reformar molts aspectes, allò era insuficient per solucionar els múltiples problemes als que s'enfrontava la diòcesi. Així, es decidí a crear departaments especialitzats, tal com succeïa en altres diòcesis "modernes" de l'època. Això, sumat a la seva tasca prèvia a Càrites, li valgué ésser reconeguts com un sacerdot dedicat a les "empreses" de l'Església, val a dir un "gerent".
El 1960 ja eren visibles els múltiples problemes que afrontava la tasca de l'Església Catòlica d'una ciutat com Valparaíso, que creixia molt de pressa. Per contrarestar allò, entre 19960 i 1961 s'erigiren 12 noves parròquies que se sumaren a les 40 ja existents. Quan al maig de 1960 un terratrèmol de 9,6º a l'escala de Richter devastà gairebé la totalitat del sud de Xile, en especial les zones de Concepción i Valdivia, s'incorporà a una comissió episcopal que visità les ciutats destruïdes i avaluà les pèrdues de l'Església, que arribaren a 20 milions de dòlars. Posteriorment, l'episcopat xilè li encarregà la missió d'obtenir ajut a l'estranger. Així, al mateix temps que recorria el món a la recerca d'ajut, va poder visitar Roma on es reuní amb el Papa Joan XXIII i participà en el Congrés Mundial de Càrites Internationalis, on els assistents l'eligiren com a vicepresident mundial i vicepresident americà de Càrites.

### Arquebisbe de Santiago

#### Nomenament

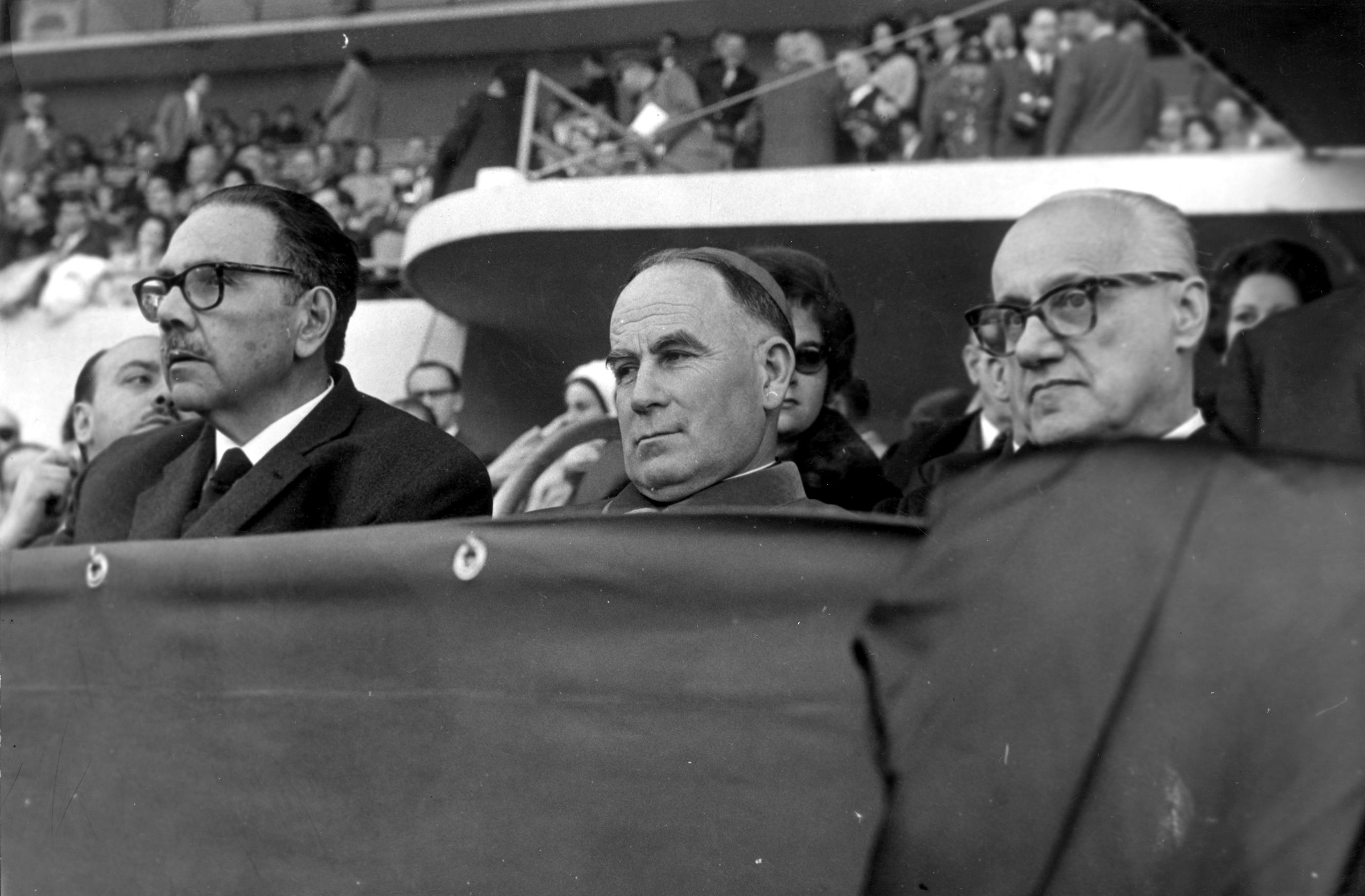
El Cardenal Silva Henríquez, amb al President Jorge Alessandri (derecha) i el ministre Sótero del Río a una tribuna de l'Estadio Nacional (1962).

En morir el cardenal José María Caro al desembre de 1958, l'arxidiòcesi de la capital quedà vacant durant gairebé 3 anys. El bisbe auxiliar de Santiago de llavors, monsenyor Emilio Tagle Covarrubias, va ser designat per la Santa Seu com a administrador apostòlic, mentre que es designava al prelat que ocuparia el càrrec d'arquebisbe de Santiago. Mentre que Tagle exercia el govern provisional de l'arxidiòcesi, el seu nom, conjuntament al del bisbe de Talca Manuel Larraín Errázuriz i l'arquebisbe de Concepción i rector de la Universitat Catòlica Alfredo Silva Santiago, sorgiren com a possibles candidats a ocupar el càrrec vacant. La candidatura de Manuel Larraín representava el sector més progressista de l'Església i tenia el suport del Partit Democratacristià, que en aquells anys anava en un clar augment, mentre que la de Silva Santiago era sustentada pel sector conservador i el govern de Jorge Alessandri Rodríguez. Mentrestant, la tercera possibilitat, Emilio Tagle, havia estat descartada pel nunci apostòlic Opilio Rossi.
A causa que la designació de l'arquebisbe s'havia polititzat, la Santa Seu decidí no designar cap dels tres candidats en qüestió, preferint un prelat que no tingués cap vinculació política. Així, en març de 1961 el nunci apostòlic Rossi cridà al bisbe de Valparaíso, Raúl Silva Henríquez, per consultar-li si estava disposat a ser el nou arquebisbe de Santiago, a la qual proposta respongué afirmativament. Així doncs, el 25 d'abril de 1961] el Papa Joan XXIII l'anomenà arquebisbe de Santiago, prenent possessió del seu nou càrrec el 24 de juny. Igual que a Valparaíso, alguns preveres consideraren inadequat que un prelat provinent d'una congregació ocupés un càrrec que normalment estava reservat pel clergat secular.

#### Govern de l'arxidiòcesi

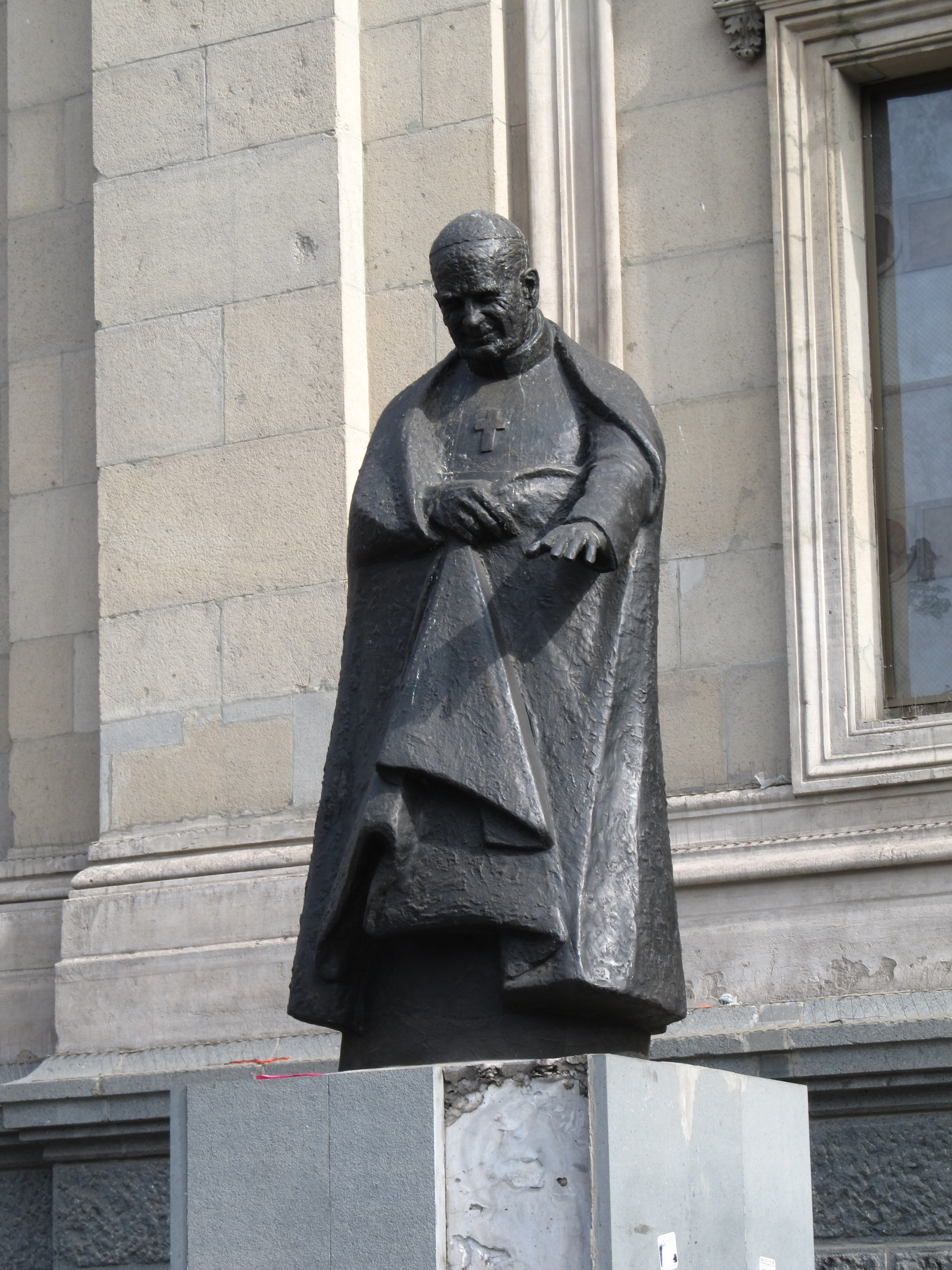
Estàtua del cardenal Silva Henríquez davant la Catedral Metropolitana de Santiago.

Participà de forma destacada al concili Vaticà II, entre 1962 i 1965. El 19 de març de 1962 va ser creat cardenal pel Papa Joan XXIII, amb el títol de cardenal prevere de San Bernardo alle Terme i exercí amb força el seu apostolat. De talant reformador, impulsà la distribució de les terres de l'Església catòlica xilena entre els seus treballadors organitzats en cooperatives, a fi de crear consciència sobre la situació dels treballadors agrícoles. Aquests fets influenciaren els governs de l'època per dictar una reforma agrària.
Durant els turbulents anys 60 i 70, intentà fer de mitjancer entre les diferents faccions polítiques. És un exemple d'això la reunió secreta organitzada per ell el 1973 entre Patricio Aylwin Azócar (llavors cap del Partit Democratacristià i principal partit opositor) i el president Salvador Allende, a fi d'arribar a un consens que evités una catàstrofe. D'igual manera va fer de mitjancer a les revoltes estudiantils que protagonitzaren els universitaris xilens el 1967, en especial els de la Universitat Catòlica, els quals exigien una reforma radical i democratització del sistema universitari.
Sense poder evitar el cop d'estat de l'11 de setembre de 1973, s'alçà al cap de poc temps com un dels principals defensors dels drets humans. Producte del seu ecumenisme, fundà amb l'ajut de diverses altres esglésies cristianes el Comitè Pro Pau, a fi de resguardar els perseguits pel règim d'Augusto Pinochet. Després de fortes pressions per part del govern militar, disposà el tancament d'aquell organisme a finals de 1975. En resposta a aquesta situació, creà la Vicaria de la Solidaritat, principal organisme defensor dels drets humans de la dictadura.
Encara que la defensa dels drets humans és la faceta més destacada, cal destacar la seva gran influència en l'Església xilena. Creà l'Acadèmia d'Humanisme Cristià, la Vicaria de la Pastoral Obrera, i reorganitzà l'administració de l'arquebisbat.

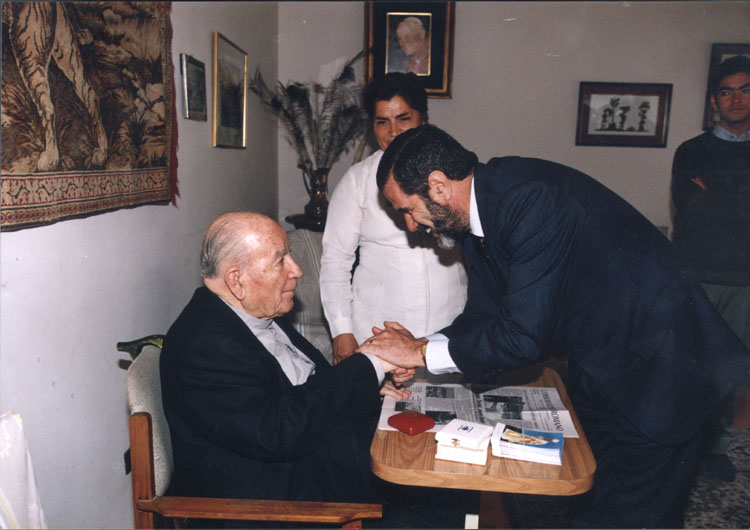
Silva Henríquez als seus darrers anys.

Va sostenir agres disputes amb el govern de Pinochet, la qual cosa significà que aquest pressionés la Cúria per a la seva remoció. Va haver de renunciar al seu càrrec de Gran Canceller de la Pontifícia Universitat Catòlica de Xile per les seves desavinences amb el rector-delegat que imposà Pinochet, vicealmirall Jorge Swett Madge. Va ser succeït al càrrec per Jorge Medina Estévez, amb el títol de Pro-Gran Canceller.
El 1983 fundà el Banco Desarrollo, perquè l'estat xilè l'obligà a crear un banc amb els diners portats per ell des de l'exterior en els seus viatges d'ajut a la comunitat per Europa. Després de la fusió entre la Financera FINTESA i el Banco Empresarial de Fomento (BEF), ambdues empreses es trobaven a la roïna a causa de la pujada del dòlar del 82 a Xile, durant la qual els grans bancs no van tenir més remei que vendre o declarar-se quebrats, i després d'aquesta fusió va néixer el banc; la missió del qual era donar suport els empleats menors de la societat xilena, és a dir, enfocat a les classes baixes i mitjà-baixes xilenes, així com els microempresaris.

### Mort
En virtut d'haver complert l'edat límit per a exercir l'arquebisbat, el cardenal Silva presentà la seva renúncia al Papa Joan Pau II, la qual va ser acceptada immediatament. Va ser rellevat per Juan Francisco Fresno Larraín el 10 de juny de 1983. En els anys posteriors es va mantenir allunyat de la vida pública; després d'escriure el seu "Testament espiritual" al 1992, i de realitzar les seves darreres aparicions al 1993, com quan celebrà la missa de Setmana Santa a Punta de Tralca, es retirà definitivament en començar a patir la malaltia de l'Alzheimer als 86 anys.
Raúl Silva Henríquez va morir el 9 d'abril de 1999. Tenia 91 anys. Se li van rendir els màxims honors d'estat, amb un funeral on va ser acompanyat per milers de persones. Les seves restes van ser enterrades a la cripta arquebisbal de la catedral de Santiago.
D'ençà de la seva mort, van ser molts que van demanar la seva santedat. El 2007, amb motiu del centenari del seu naixement, la presidenta de Xile Michelle Bachelet, valorà la figura del cardenal i demanà que s'introduís la causa de beatificació.

## Homenatges
Raúl Silva Henríquez va rebre nombrosos premis, entre ells el Premi Drets Humans (1971), atorgat pel Congrés Jueu Llatinoamericà, el Premi Drets Humans de les Nacions Unides (1978) i el Premi per la Pau de l'Associació per a les Nacions Unides a Espanya (1987).
La Vicaria de la Solidaritat va rebre el Premi Príncep d'Astúries de la Concòrdia al 1986.
La seva efígie apareix a la moneda de 500 pesos.